# Chlaenius tricolor
Chlaenius tricolor är en skalbaggsart som beskrevs av Pierre François Marie Auguste Dejean. Chlaenius tricolor ingår i släktet Chlaenius och familjen jordlöpare. Inga underarter finns listade i Catalogue of Life.